# Amelia Sachs
Amelia Sachs è un personaggio letterario creato da Jeffery Deaver, presente in tutti i romanzi riguardanti le indagini di Lincoln Rhyme.

## Il personaggio

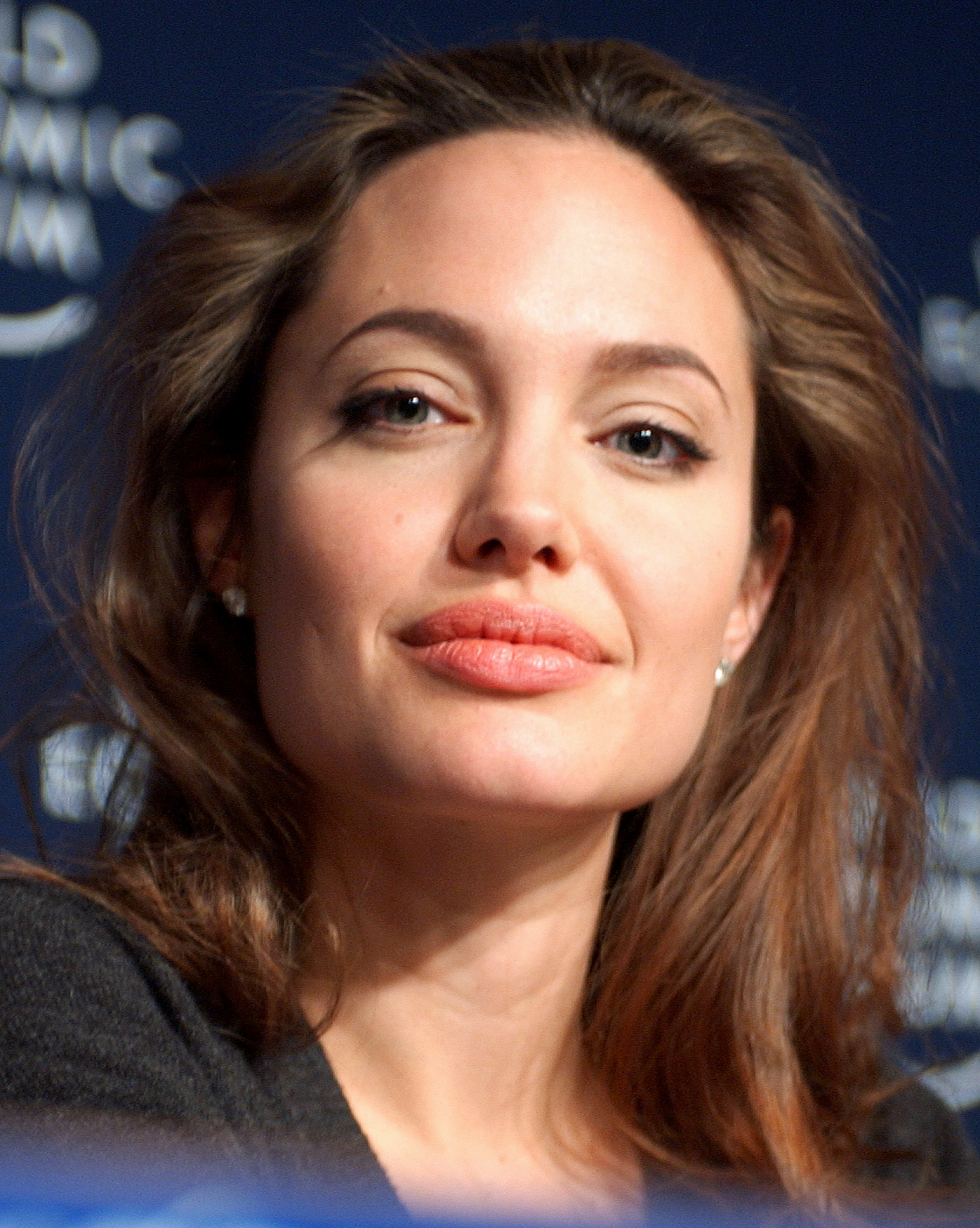
Angelina Jolie, interprete nella trasposizione cinematografica di Amelia Sachs, rinominata "Amelia Donaghy".

È una giovane poliziotta, figlia di un agente di polizia morto di cancro (nel film Il collezionista di ossa, suicidatosi con un'arma da fuoco), bella (ha degli splendidi capelli rossi e prima di entrare in polizia ha lavorato come modella) con un passato  reso difficile da un suo ex-ragazzo, un poliziotto corrotto. L'agente sostituisce sulle scene dei crimini il criminalista Rhyme, tetraplegico obbligato sulla sedia a rotelle. Soffre di artrite (lo nasconde ai superiori, dunque ne sono a conoscenza solo Lincoln e la sua squadra) ed è claustrofobica. Nelle situazioni di emergenza ripete sempre a se stessa, come un mantra, una frase che le diceva il padre: "se ti muovi in fretta non possono prenderti". Amelia è un'eccellente tiratrice (nelle prove risulta sempre la migliore e raggiunge spesso il punteggio massimo) porta sempre con sé un coltello a serramanico (vietato agli agenti di polizia) e guida, con l'abilità di un pilota professionista, una Camaro alla quale è affezionatissima. Il padre le ha insegnato a lavorare con i motori, di cui è appassionata, dunque è anche un eccellente meccanico. Ha una madre malata, che non incontra mai poiché le due donne si sono accordate per non vedersi più.
Grazie al coraggio dell'agente e all'intelligenza del criminologo i due riescono in ogni indagine a smascherare il colpevole. La loro collaborazione non è subito delle migliori, vedi Il collezionista di ossa, ma dopo un inizio difficile i due formeranno una squadra affiatata, divenendo coppia anche nella vita privata.

## Trasposizione Cinematografica
Nella trasposizione cinematografica (il film Il collezionista di ossa del regista Phillip Noyce) il personaggio di Amelia Sachs viene rinominato in Amelia Donaghy ed interpretato dall'attrice Angelina Jolie

## Serie TV
Nel 2020 NBC produce una nuova serie TV ispirata al romanzo di Jeffery Deaver (Il collezionista di ossa), chiamata Lincoln Rhyme - Caccia al collezionista di ossa, in cui il personaggio di Amelia Sachs è interpretato da Arielle Kebbel.